# Список глав Еврейской автономной области
В настоящем списке в хронологическом порядке представлены лица, возглавлявшие в разное время Еврейскую автономную область.
| Имя                             | Портрет   | Начало полномочий | Конец полномочий | Должность |
| Матвей Павлович Хавкин          | 1897-?    | 1934              | 04.06.1935       | Первый секретарь Организационного бюро Дальне-Восточного краевого комитета ВКП(б) по Еврейской автономной области |
| Матвей Павлович Хавкин          | 1897-?    | 06.06.1935        | 22.05.1937       | Первый секретарь областного комитета ВКП(б) Еврейской автономной области                                          |
| Арон Борисович Рыськин          | 1899-1984 | 23.05.1937        | 12.10.1937       | Первый секретарь областного комитета ВКП(б) Еврейской автономной области                                          |
| Фёдор Александрович Стасюков    | 1904-?    | 12.10.1937        | 26.12.1937       | Первый секретарь областного комитета ВКП(б) Еврейской автономной области                                          |
| Гирш Нохимович Сухарев          | 1900-1963 | 26.12.1937        | апрель 1943      | Первый секретарь областного комитета ВКП(б) Еврейской автономной области                                          |
| Александр Наумович Бахмутский   | 1911-1961 | апрель 1943       | 18.07.1949       | Первый секретарь областного комитета ВКП(б) Еврейской автономной области                                          |
| Павел Васильевич Симонов        | 1911-1987 | 18.07.1949        | август 1952      | Первый секретарь областного комитета ВКП(б) Еврейской автономной области                                          |
| Алексей Павлович Шитиков        | 1912-1993 | август 1952       | 1955             | Первый секретарь областного комитета КПСС Еврейской автономной области                                            |
| Лев Ефремович Бенькович         | 1907-1995 | 1955              | 1957             | Первый секретарь областного комитета КПСС Еврейской автономной области                                            |
| Иннокентий Акимович Патлай      | 1905-1989 | 1957              | 10.03.1959       | Первый секретарь областного комитета КПСС Еврейской автономной области                                            |
| Алексей Клементьевич Чёрный     | 1921-2002 | 10.03.1959        | 13.05.1962       | Первый секретарь областного комитета КПСС Еврейской автономной области                                            |
| Григорий Ефимович Подгаев       | 1920-1990 | 13.05.1962        | 24.07.1970       | Первый секретарь областного комитета КПСС Еврейской автономной области                                            |
| Лев Борисович Шапиро            | 1927-2021 | 24.07.1970        | 30.07.1987       | Первый секретарь областного комитета КПСС Еврейской автономной области                                            |
| Борис Леонидович Корсунский     | 1946-2008 | 30.07.1987        | 14.09.1990       | Первый секретарь областного комитета КПСС Еврейской автономной области                                            |
| Анатолий Владимирович Капеистов | 1948-?    | ноябрь 1990       | август 1991      | Первый секретарь областного комитета КПСС Еврейской автономной области                                            |
| Николай Михайлович Волков       | род. 1951 | 14.12.1991        | 22.07.1997       | Глава администрации Еврейской автономной области                                                                  |
| Николай Михайлович Волков       | род. 1951 | 22.07.1997        | 25.02.2010       | Губернатор Еврейской автономной области                                                                           |
| Александр Аронович Винников     | род. 1955 | 25.02.2010        | 24.02.2015       | Губернатор Еврейской автономной области                                                                           |
| Александр Борисович Левинталь   | род. 1957 | 24.02.2015        | 22.09.2015       | и. о. Губернатора Еврейской автономной области                                                                    |
| Александр Борисович Левинталь   | род. 1957 | 22.09.2015        | 12.12.2019       | Губернатор Еврейской автономной области                                                                           |
| Ростислав Эрнстович Гольдштейн  | род. 1969 | 12.12.2019        | 22.09.2020       | и. о. Губернатора Еврейской автономной области                                                                    |
| Ростислав Эрнстович Гольдштейн  | род. 1969 | 22.09.2020        | 05.11.2024       | Губернатор Еврейской автономной области                                                                           |
| Мария Фёдоровна Костюк          | род. 1977 | 05.11.2024        | н. в.            | и. о. Губернатора Еврейской автономной области                                                                    |